# Пелопонески войни
Пелопонеските войни представляват военен конфликт в Древна Гърция, в който участва от една страна Атина, а от друга Пелопонеския съюз под предводителството на Спарта. Протичат в периода 431 – 404 пр.н.е.
През втората половина на 5 век пр. Хр. борбата за хегемония в гръцкия свят, водена между Атинското Архе и Пелопонеския съюз, довежда до многогодишни военни действия, известни под името Пелопонески войни, водени в периода 431 – 404 г. пр. Хр. Конфликтът е предизвикан главно от търговските интереси на полисите, особено след като Атинският полис основава колонията Турии в Южна Италия. Атина жъне успехи при размяната с Магна Греция, а керамиката ѝ постепенно измества тази на другите производствени центрове. Заетите позиции изострят конкуренцията с Древен Коринт и Мегара и заплашват атинското надмощие да се разпростре върху целия Западен и Северен Пелопонес.

## Причини
Основните поводи за войната са три. На първо място е намесата на Атина в борбата между Коринт и Керкира за богатия град Епидамн на Адриатическото крайбрежие. Атина взема страната на Керкира, след което спечелва града за съюзник, наред със славната му ескадра, което се тълкува като нарушаване на мирното споразумение.
Вторият повод пак е свързан с Коринт. Този път спорът избухва заради Потидея на Халкидическия полуостров, откъдето минават морските пътища за Черно море. От една страна, Потидея е колония на Коринт, а от друга – влиза в състава на Първия Атински морски съюз. Атина настоява жителите на Потидея да съборят крепостните стени откъм морето и да отзоват коринтските съюзници, като по този начин цели да постигне контрол над вътрешния живот на града.
Третата причина е така наречена „Мегарска псефизма“, с която се забранява достъпът на Мегара до пристанищата и пазарите на Атина и нейните съюзници – мярка, приета в отговор на това, че Мегара приютява много избягали атински роби. С това се нанася тежък удар на икономиката на Мегара.

## Развитие на военните действия
Първият етап от войната е така наречената „Архидамова война“ (на името на спартанския цар Архидам II). През 431 г. пр. Хр., той нахлува в Атика по време на жътва и опустошава земите и реколтата на атиняните. Предупредени предварително, жителите на околността се прибират зад стените на Атина. С приближаването на спартанците, които нямат флот, атиняните изпращат своят флот в Пелопонес, където той извършва набези и грабежи в опразнената от войски Спарта, като нанасят сериозни щети на реколтата и населението. Унищожената реколта на атиняните се компенсира с внос на зърно от о-в Евбея и от Тракия. Не разполагайки с достатъчно хора и техника за пълна обсада (такава спартанците никога не са имали) спартанците имали хранителни запаси само за 40 дни след това армията се оттеглила към Пелопонес. Това се повтаря 4 поредни години, през които начело на Атина стои Перикъл. През 429 г. пр. Хр. избухва чумна епидемия, която взема много жертви, сред които и самият Перикъл.
От 429 г. пр. Хр., след смъртта на Перикъл, Клеон повежда войната. След изтичане на едногодишното примирие, той потегля с над 1000 хоплити и около 500 конници от Атина, както и с много съюзнически кораби, към Тракия, като първата му „спирка“ е Скионе, където прибавя още хоплити и потегля към Кофос – пристанище, зависимо от Тороне. Като научил, че Брасид не е в града, той потегля с войските си по суша, като изпраща и кораби да обикалят около пристанището. Командирът на лакедемонците – Пасителид, като вижда, че атиняните настъпват, се отправя към тях с наличните си войски, но постепенно атиняните взимат превес в битката и Пасителид се изплашва да не би изпратените кораби да превземат абсолютно незащитения град, и затова тръгва натам с воините си, но противникът се оказва по-бърз. Флотът превзема града без особени усилия, а сухопътната войска на Клеон настига и почти унищожава лакедемонците, като само малка част, сред които и Пасителид, успяват да оживеят и са пленени. Бразид, който е потеглил на помощ на Тороне, като разбира, че градът е превзет, се връща обратно в укреплението си Кердилион, което е близо до Амфиполис, където по-късно се развива и известната битка, завършила с победа на Бразид над Клеон.
През 421 г. пр. Хр. се сключва така нареченият „Никиев мир“ (по името на Никий, който участвал в преговорите). Коринт, Мегара и Тива обявяват несъгласието си, и така започва дипломатическа война между Атина и Аргос от една страна, и между Спарта и Тива от друга. Племенникът на Перикъл – Алкивиад се стреми да завоюва Картаген. Единствените противници на това действие са едрите земевладелци, боящи се от непредвидени усложнения.
Въпреки че Алкивиад е отличен пълководец и донася победи на атиняните, е обвинен в светотатство от съгражданите си и е изгонен от полиса. След остракирането, Алкивиад избягва в Спарта. Разкрива военните планове на Атина и съветва спартанците да се укрепят в градчето Декелея и от там да я държат под контрол. При нападението на Атина в Сицилия и след намесата на Персия на страната на Спарта през 404 г. пр. Хр., Атина е разгромена. Делоският съюз се разпада и Спарта е призната за хегемон в Гърция. Въпреки че спартанците са имали възможност да разрушат Атина, те предпочитат да оставят незасегнато архитектурното и културно богатство на полиса.
През 415 пр. Хр. Еклесията гласува предложението за акция срещу остров Сицилия – Сицилианска експедиция. Начело на експедицията застават Алкивиад (върнат от изгнание), Никий и Ламах. Планираното завладяване на острова обаче завършва със страшна катастрофа – флотът и войската са унищожени от обединените сили на Сиракуза, Коринт и Спарта. Последна надежда на атиняните е победата при Аргинузките острови през 406 пр. Хр., но в сражението при Егоспотамос (от старогр. – Козя река) през 405 пр. Хр. са изгубени и последните илюзии на атиняните. Мирът е сключен при крайно тежки условия.

## Край на войната
През 403 пр. Хр. в Атина е сключен граждански мир, демокрацията е възстановена и е обявена обща амнистия.